# Сава Долинка
46° 21′ N 14° 09′ E / 46.350° С; 14.150° И
Сава Долинка је река у северозападној Словенији, која спајањем са Савом Бохињком формира реку Саву.

## Карактеристике
Сава Долинка извире као поток Надижа у долини Тамар у Јулијским Алпама на надморској висини од 1222 м, понире, па затим након 5 km опет извире као Сава Долинка на извору Зеленци у близини Крањске Горе. Сава Долинка је дуга 45 km, са површином слива 521 km². Тече долинама у близини насеља Крањска Гора, Мартуљк, Мојстрана, кроз Јесенице, између Бледа и Берга и кроз насеље Лесце, да би се код насеља Радовљица спојила са Савом Бохињком у реку Саву.
На Сави Долинки изграђено је неколико мањих хидроцентрала, а главна притока реке је Радовна.